# Ким Ёнун
Ким Ён Ун (кор. 김영운, кит. 金永雲; род. 17 января 1985 года, более известный как Канин) – южнокорейский певец и актёр. Наиболее известен как бывший участник бойбенда Super Junior (и его подгруппы Super Junior-T).

## Карьера

### 2005−18: Дебют в Super Junior, Super Junior-T, Super Junior-H и сольная деятельность
6 ноября 2005 года Super Junior’05, первое поколение Super Junior, дебютировали на музыкальном шоу Popular Songs (ныне Inkigayo) с синглом «TWINS». Дебютный студийный альбом Twins был выпущен 5 декабря и занял третье место по итоговым продажам в альбомном чарте. После дебюта Канин стал МС шоу «Выживание» на MBC. Позже был ведущим фанмитингов БоА и TVXQ. В марте 2006 года S.M. Entertainment начали выбирать участников для следующего поколения Super Junior, но после добавления Кюхёна агентство отказалось от идеи ежегодной смены состава, и Super Junior выпустили сингл «U» 7 июня, и песня была самой успешной в их карьере до выпуска «Sorry, Sorry» в 2009 году. Канин также становился ведущим для ряда развлекательных шоу KBS и MBC. Благодаря деятельности на телевидении, он получал самую высокую зарплату в Super Junior.
В феврале 2007 года вместе с Итхыком, Хичхолем, Синдоном, Сонмином и Ынхёком дебютировал в саб-группе Super Junior-T, исполняющей песни в стиле трот. В июле состоялся выход фильма «Нападение на золотых мальчиков», что ознаменовало дебют Канина в кино. В 2008 году участвовал в мюзикле «Ксанаду» с Хичхолем. С декабря 2008 по май 2009 года участвовал в шоу «Мы поженились», его партнёром стала Ли Юнчжи.
В июне 2012 года S.M. Entertainment объявили, что Канин вернётся к деятельности в составе Super Junior с выходом альбома Sexy, Free & Single 1 июля. Он стабильно принимал участие во всех продвижениях Super Junior до 2015 года, позже у него наступил перерыв в карьере из-за скандала о вождении в нетрезвом виде.

### 2019: Уход из Super Junior
11 июля Канин объявил о добровольном уходе из группы, однако он продолжит оставаться артистом агентства до тех пор, пока не закончится его контракт.

## Личная жизнь

### 2007: Конфликт с руководством MBC
В 2007 году между S.M. Entertainment и MBC произошёл конфликт, связанный с временными интервалами участия артистов S.M. в программах канала, в результате чего Канин покинул пост МС в шоу «Субботняя ночь в клубе Дон Ан». Кроме того, руководство MBC решило выставить Super Junior бан, тем самым группа не смогла бы появляться на всех программах MBC в будущем. Позицию МС на Music Core заменили T.O.P. Канин не мог продолжать работу ведущего на шоу «Субботняя ночь в клубе Дон Ан» и «Нет ничего невозможного» до того, как конфликт не будет разрешён. Руководство MBC также потребовало от агентства извинений, если артисты хотят выступать на программах. После ухода Канина с шоу рейтинги достигли своего минимума. Неделей позже MBC объявил, что запускает специальный сегмент «Дать ребёнку новую жизнь» с Super Junior, несмотря на их бан. Директор MBC позже заявил, что бан никогда не был официальным, а был решением продюсеров канала.

### 2009: Драка в баре и первый скандал с вождением в нетрезвом виде
16 сентября 2009 года Канин был арестован за участие в драке между двумя мужчинами в баре в районе Каннамгу. Очевидец рассказал, что Канин и его друг проводили время вместе, когда к ним зашли двое незнакомых мужчин, и началась ссора. Канин вышел из бара, но они последовали за ним, и уже на улице завязалась драка. Другой очевидец говорил, что он [Канин] пытался предотвратить её. Ближайшая камера видеонаблюдения запечатлела инцидент, и данные были отправлены в полицию. Канина отправили на допрос с четырьмя другими подозреваемыми, чтобы помочь расследованию. Один из подозреваемых даже заявлял, что Канин напал на него, но было доказано, что тот делал это в целях самозащиты. В результате случившегося известный модный дизайнер Андрэ Ким исключил его из своего модного показа. Позже Канин появлялся на концерте Super Show 2 в Гонконге, но его будущее расписание в конечном итоге было временно отложено.
Лишь месяцем позже, 16 октября в районе 3 часов утра Канин столкнулся с припаркованным такси и скрылся с места происшествия. Пять часов спустя, в 8 утра, он решил прийти в полицию. Расследование выявило содержание алкоголя в крови в дозе 0.082‰. В 14:00 он не смог прибыть в отделение полиции Каннами для дальнейшего расследования и был вызван на следующий день.
Сразу после случившегося S.M. Entertainment и Канин выпустили официальное заявление, в котором принесли свои извинения. Деятельность Канина до конца года была полностью отменена. В ноябре появились рекламные фото для сайта SPAO, что вызвало негодование нетизенов, однако вскоре сообщили, что снимки были сделаны ещё до инцидента. 13 января 2010 года суд в Сеуле обязал его выплатить штраф в размере 8 миллионов вон.

### 2010−12: Служба в армии
5 июля 2010 года Канин приступил к обязательной военной службе после пятинедельной подготовки в тренировочном лагере Нонсан. На протяжении 20 месяцев он служил в сухопутных корейских войсках, окончив службу 16 апреля 2012 года.

### 2016: Второй скандал с вождением в нетрезвом виде
24 мая 2016 года Канин стал участником ещё одного скандала о вождении в состоянии алкогольного опьянения, доза алкоголя в крови составила 0.05‰. S.M. Entertainment выпустили заявление, в котором объяснили, что дальнейшая деятельность Канина будет отменена и он будет думать над своим поведением. Он прибыл на допрос в отделение прокуратуры 15 июня. Официальное обвинение было выдвинуто 7 июля. 7 сентября Канина обязали выплатить штраф в размере 7 миллионов вон.

### 2017: Скандал в эскорт-баре
17 ноября 2017 года поступила информация о том, что Канин напал на свою девушку в одном из ресторанов Сеула. Полиция Каннама задержала его для уточнения данных, а также сообщила, что Канин должен сам подтвердить, что пострадавшая действительно является его девушкой. Сообщалось, что «он был пьян, но не в состоянии полного алкогольного опьянения». Также полиция подтвердила, что инцидент произошёл в эскорт-баре. В конечном итоге сторонам удалось достигнуть мирного соглашения, потому что жертва отказалась писать заявление. В тот же день Label SJ, ранее не имевший возможности связаться с Канином, выпустил специальное заявление:
Здравствуйте, это Label SJ. Мы выражаем свою позицию по поводу недавних действий Канина.
Прежде всего, мы хотим извиниться за то, что заставили вас волноваться. Под действием алкоголя Канин оказался втянутым в спор со своим другом, что привело к недопониманию и поспособствовало вызову полиции. Он извинился, и инцидент был решён на месте.
Мы вновь приносим извинения за создание беспорядка во время перерыва и обдумывания поведения Канином.

## Дискография

### Синглы
| Название              | Год  | Альбом                 |
| --------------------- | ---- | ---------------------- |
| «Suddenly»            | 2008 | Xanadu Musical OST     |
| «Please Call My Name» | 2015 | The Cat Funeral OST    |
| «Memories»            | 2015 | D-Day OST              |
| «Don’t Cry, Man»      | 2016 | Don’t Cry Man – Single |

## Фильмография
| Год  |   | Русское название               | Оригинальное название     | Роль                        |
| ---- | - | ------------------------------ | ------------------------- | --------------------------- |
| 2005 | с | Мужчина и женщина              | A Man and a Woman         | Роль неизвестна             |
| 2006 | с | Радужный роман                 | Rainbow Romance           | В роли самого себя          |
| 2007 | с | Билли Джин, посмотри на меня   | Billie Jean, Look At Me   | Друг                        |
| 2007 | ф | Нападение на золотых мальчиков | Attack on the Pin-Up Boys | Капитан сообщества по дзюдо |
| 2007 | ф | Элвин и бурундуки              | Alvin and the Chipmunks   | Элвин (озвучка)             |
| 2008 | ф | Привет, школьница              | Hello, Schoolgirl         | Кан Сок                     |
| 2009 | с | Команда «Зеро»                 | Romance Zero              | На Хо Тэ                    |
| 2015 | ф | Похороны кота                  | The Cat Funeral           | Дон Хун                     |

### Развлекательные шоу
| Год     | Название                           | Роль          |
| ------- | ---------------------------------- | ------------- |
| 2005    | Night of TV Entertainment          | Ведущий       |
| 2005−06 | M!Countdown                        | Ведущий       |
| 2006−07 | Субботняя ночь в клубе Донг Ан     | Ведущий       |
| 2006−07 | Нет ничего невозможного            | Ведущий       |
| 2007    | Music Core                         | Ведущий       |
| 2008    | Банда Братьев                      | Основной каст |
| 2008−09 | Мы поженились                      | Основной каст |
| 2009    | Чудо с Super Junior                | н/д           |
| 2014    | Show Champion                      | Ведущий       |
| 2014    | Знаменитость в моём доме           | Основной каст |
| 2014−15 | Глобальный запрос – Песня для тебя | Ведущий       |

### Мюзиклы
- Ксанаду (2008)
- Дворец (2013)
- День (2015)

### Радиошоу
- Reckless Radio (2006−07)
- Good Friend Radio (2007−09)

## Награды и номинации
| Год  | Премия                               | Номинация                          | Что номинировано      | Результат |
| ---- | ------------------------------------ | ---------------------------------- | --------------------- | --------- |
| 2007 | Summer Break Mnet 20's Choice Awards | Самый плохой парень                | н/д                   | Победа    |
| 2008 | MBC Entertainment Awards             | Лучший диджей                      | н/д                   | Победа    |
| 2008 | MBC Drama Awards                     | Награда за особые заслуги на радио | Kangin's Good Friends | Победа    |